# Hampton Falls
Pour les articles homonymes, voir Hampton.
Hampton Falls est une petite ville du comté de Rockingham, dans l'État du New Hampshire aux États-Unis.

## Personnalités liées
- Alice Brown (écrivaine) y est née.